# Fader Ulfsson (Sparre av Hjulsta och Ängsö)
Fader Ulfsson (Sparre av Hjulsta och Ängsö), född på 1400-talet, död på 1400-talet, var en svensk riddare och riksråd.

## Biografi
Fader Ulfsson (Sparre av Hjulsta och Ängsö) var en svensk riddare och riksråd. Han begravdes i Ängsö kyrka tillsammans med sin fru.

### Egendom
Han ägde från 1435 till 1488 Ängsö slott i Ängsö socken.

### Familj
Fader Ulfsson var från 1439 gift med Elin Nilsdotter (Natt och Dag), dotter till riddaren och riksrådet Nils Bosson (Natt och Dag) och Kristina Johansdotter (Gren). Elin Nilsdotter var änka efter Ficke Olofsson (kluven sköld, vänstra fältet delat).